# 치로와 친구들
치로와 친구들은 아이코닉스와 하나로텔레콤, 로이비주얼이 공동 제작한 대한민국의  3D 애니메이션이다. 2007년 8월 27일부터 2008년 2월 19일까지 방영했다. 스핀오프작으로 '치로의 클래식동요' 도 방영되었다.

## 개발제작
《치로와 친구들》는 2006년 10월에 발표되었으며, 프랑스 칸에서 열린 같은 해의 MIPCOM Jr.에서 라이선싱 시장을 대상으로 공개되었다.

## 등장 인물
- 치로: 종족은 닭(병아리).
- 치요: 종족은 닭(병아리).
- 치코: 종족은 닭(병아리).
- 꼬꼬 아저씨: 종족은 닭(성체).
- 꼬꼬 아줌마: 종족은 닭(성체).
- 쿠리: 종족은 돼지.
- 울랄라: 종족은 악어.
- 찰리: 종족은 원숭이.
- 아나운서: 종족은 팬더.
- 우체부: 종족은 원숭이.
- 뿔랄라 대왕: 종족은 악어.
- 꾸르르 기사: 종족은 돼지.
- 끼리리 요리사: 종족은 원숭이.
- 해설자: 뽀롱뽀롱 뽀로로의 나레이션과 같은 방자형 인물이며, 작중에서 초반 혹은 후반에 상황을 설명한다. 가끔 마지막에 등장인물들에게 말을 걸기도 한다.

## 목소리 출연
- 치로, 꼬꼬 아줌마, 내레이션, 꽃 1, 천사와 악마: 양정화
- 치요, 꽃 2, 애벌레: 박선영
- 치코, 꽃 3: 이소영
- 울랄라, 꼬꼬 아저씨, 아나운서, 우체부, 뿔랄라, 반딧불이의 샘의 정령, 고릴라 인형: 엄상현
- 쿠리, 꾸르르: 하미경
- 찰리, 끼리리: 이미자